# Boxe aux Jeux africains de 1999
Navigation
Édition précédente Édition suivante
Les compétitions de boxe anglaise de la 7e édition des Jeux africains se sont déroulées du 10 au 18 septembre 1999 à Johannesburg, en Afrique du Sud. 
Le vainqueur et le finaliste dans chaque catégories de poids obtenaient leur qualification pour les Jeux olympiques d'été de 2000 à Melbourne.

## Résultats

### Podiums
| Catégories                    | Or                  | Argent              | Bronze                                   |
| Poids mi-mouches (-48 kg)     | Muhamed Kizito      | Phumzile Mathyila   | Abdulharim Elzaid Sebusiso Keketsi       |
| Poids mouches (-51 kg)        | Celestin Augustin   | Nacer Keddam        | Zolani Marali Jackson Asiku              |
| Poids coqs (-54 kg)           | Abdul Tebazalwa     | Riaz Durgahed       | Moez Zemzeni Herman Ngoudjo              |
| Poids plumes (-57 kg)         | Noureddine Madjhoud | Adam Kassim Napa    | Chille Mandayen Yohannes Sheferaw        |
| Poids légers (-60 kg)         | Jésus Kibunde       | Naoufel Ben Rabah   | Gilbert Khunwane,                        |
| Poids super-légers (-63,5 kg) | Ajose Olusegun      | Mohamed Allalou     | Frederick Munga Ben Neequays             |
| Poids welters (-67 kg)        | Kamel Chater        | Aegawj Tsegasellase | Mosolesa Tsie Fadel Shaban               |
| Poids super-welters (-71 kg)  | Mohamed Hikal       | Adama Osumanu       | Mohamed Salah Marmouri Stephane Nzue-Mba |
| Poids moyens (-75 kg)         | Ramadan Yasser      | Albert Eromsole     | Abdelghani Kinzi Peter Kariuki Ngateri   |
| Poids mi-lourds (-81 kg)      | Mohamed Bahari      | Albert Jegbefumere  | Danie Venter Ahmed Ismail Elshamy        |
| Poids lourds (-91 kg)         | Mohamed Azzaoui     | Mustafa Amrou       | Kamoko Braimah Bizango Mboto             |
| Poids super-lourds (+91 kg)   | Ahmed Abdel Samad   | Michael Macaque     | Hillaire Simo Teke Oruh                  |

### Tableau des médailles
| Place | Pays                             | Médaille d'or, Afrique | Médaille d'argent, Afrique | Médaille de bronze, Afrique | Total |
| ----- | -------------------------------- | ---------------------- | -------------------------- | --------------------------- | ----- |
| 1     | Algérie                          | 3                      | 2                          | 1                           | 6     |
| 2     | Égypte                           | 3                      | 1                          | 3                           | 7     |
| 3     | Ouganda                          | 2                      | 1                          | 1                           | 4     |
| 4     | Nigeria                          | 1                      | 2                          | 1                           | 4     |
| 5     | Tunisie                          | 1                      | 1                          | 2                           | 4     |
| 6     | République démocratique du Congo | 1                      | 0                          | 1                           | 2     |
| 7     | Madagascar                       | 1                      | 0                          | 0                           | 1     |
| 8     | Maurice                          | 0                      | 2                          | 0                           | 2     |
| 9     | Ghana                            | 0                      | 1                          | 2                           | 3     |
| 9     | Afrique du Sud                   | 0                      | 1                          | 2                           | 3     |
| 11    | Éthiopie                         | 0                      | 1                          | 1                           | 2     |
| 12    | Lesotho                          | 0                      | 0                          | 2                           | 2     |
| 12    | Kenya                            | 0                      | 0                          | 2                           | 2     |
| 12    | Cameroun                         | 0                      | 0                          | 2                           | 2     |
| 15    | Botswana                         | 0                      | 0                          | 1                           | 1     |
| 15    | Gabon                            | 0                      | 0                          | 1                           | 1     |
| 15    | République centrafricaine        | 0                      | 0                          | 1                           | 1     |
| Total | 17 pays médaillés                | 12                     | 12                         | 23                          | 47    |

## Note
1. ↑  Le boxeur nigérian Robert Osiobe Enenuwedia a été disqualifié après un test antidopage positif lors des demi-finales.
2. ↑  (en) Daniel Bell, Encyclopedia of International Games, McFarland, 2011, 603 p. (ISBN 978-0-7864-6414-2, lire en ligne), p. 30